# 취리히 하르트브뤼케역
취리히 하르트브뤼케역(독일어: Bahnhof Zürich Hardbrücke)은 스위스 취리히시의 중심부에 있는 기차역이다. 취리히 S-반 시스템의 11개 노선이 운행된다.

## 역사
1982년 취리히 욀리콘으로 가는 노선에 플랫폼이 제공되면서 역이 개통되었다. 1990년에 S-반 계획의 도입에 따라 취리히 알트슈테텐 노선에 플랫폼을 포함하도록 확장되었다.

## 레이아웃 및 시설
역은 취리히 중앙역으로 가는 접근로, 취리히-바덴선의 취리히-빈터투어선의 변형된 케퍼베르그 터널과의 교차점 근처에 있으며, 장거리 승객과 화물열차를 수송하는 통과 트랙의 북쪽에 있다. 철도를 가로질러 도시 내에서 중요한 남북 연결을 형성하는 도로 교량인 하르트브뤼케 다리 아래에 있다. 역에는 2개의 측면 승강장과 4개의 선로가 있는 중앙 섬 승강장이 있다. 케퍼베르크 터널을 통해 취리히 욀리콘으로 향하는 선에 2개의 내부 선로와 취리히 알트슈테텐선에 있는 2개의 외부 선로가 있다. 욀리콘으로 가는 노선은 더 높은 곳에 있으므로 플랫폼이 모두 같은 층에 있지는 않다.
역에 대한 모든 접근은 양쪽에 역 입구와 출구가 있는 하르트브뤼케 다리를 통해 이루어지며 모든 플랫폼에 대한 별도의 접근이 가능하다. 취리히 무궤도 전차 노선 33, 72, 취리히 버스 노선 83, 트램 노선 8은 다리 위의 인접한 정류장에서 운행된다.

## 운행
역은 취리히 S-반 시스템의 주요 노드로 S3, S5, S6, S7, S9, S11, S12, S15, S16, S20 및 S21 라인이 운행된다. 하르트브뤼케역의 모든 열차는 중앙역의 저층 플랫폼 41–44를 통해 운영되며, 히르센그라벤 터널을 통해 슈타델호펜역까지 계속된다. 그들은 대부분 매시간에 취리히 중앙역을 오가는 시간당 16개의 열차를 제공한다.
- S3 (뷜라흐 –) 하르트브뤼케 – 취리히 HB – 에프레티콘 – 베치콘 
러시아워에 하르트브뤼케에서 뷜라흐까지 연장, 글라트브루크에서 논스톱으로 운행된다.
- S5 추크 – 아폴터른 암 알비스 – 취리히 HB – 우스터 – 베치콘 – 라퍼스빌 – 페피콘 SZ 
Stops between Stadelhofen and Wetzikon only in Uster.
- S6 바덴 AG – 레겐스도르프-바트 – 하르트브뤼케 – 취리히 HB – 외티콘
- S7 빈터투어 – 클로텐 – 하르트브뤼케 – 취리히 HB – 마일렌 – 라퍼스빌 
Operates non stop between Stadelhofen and Meilen.
- S9 (샤프하우젠 –) 라프츠 – 하르트브뤼케 – 취리히 HB – 우스터 
Operates every 30 minutes between Schaffhausen and Rafz only during rush hour, otherwise every hours.
- S11 (아라우 – 렌츠부르크 –) 디에티콘 – 취리히 HB – 취리히 슈테트바흐 –  빈터투어 – 조이차흐 / 젠호프-키부르크 (– 빌라) 
슈테트바흐와 빈터투어 사이에 무정차 운행, 조이차흐와 젠호프-키부르크 노선은 1시간 간격으로 교대로 운행, 빌라행 추가 열차 운행.
- S12 브루크 – 취리히 HB – 취리히 슈테트바흐 –  빈터투어 – 샤프하우젠 / 빌 SG 
Operates non stop between Stettbach and Winterthur; the lines to Schaffhausen and Wil SG are operated alternately at hourly intervals.
- S15 니더베닝엔 – 하르트브뤼케 – 취리히 HB – 우스터 – 베치콘 – 라퍼스빌 
Stops between Stadelhofen and Wetzikon only in Uster.
- S16 취리히 플루크하펜 – 하르트브뤼케 – 취리히 HB – 헤를리베르크-펠트마일렌 (– 마일렌) 
저녁에는 마일렌까지 연장 운행.
- S21 레겐스도르프-바트 – 하르트브뤼케 – 취리히 HB 
Operates only during rush hour; non-stop between Oerlikon and Regensdorf-Watt; morning services to Zürich HB and evening services to Regensdorf-Wall also stop in Zürich Affoltern.

## 갤러리

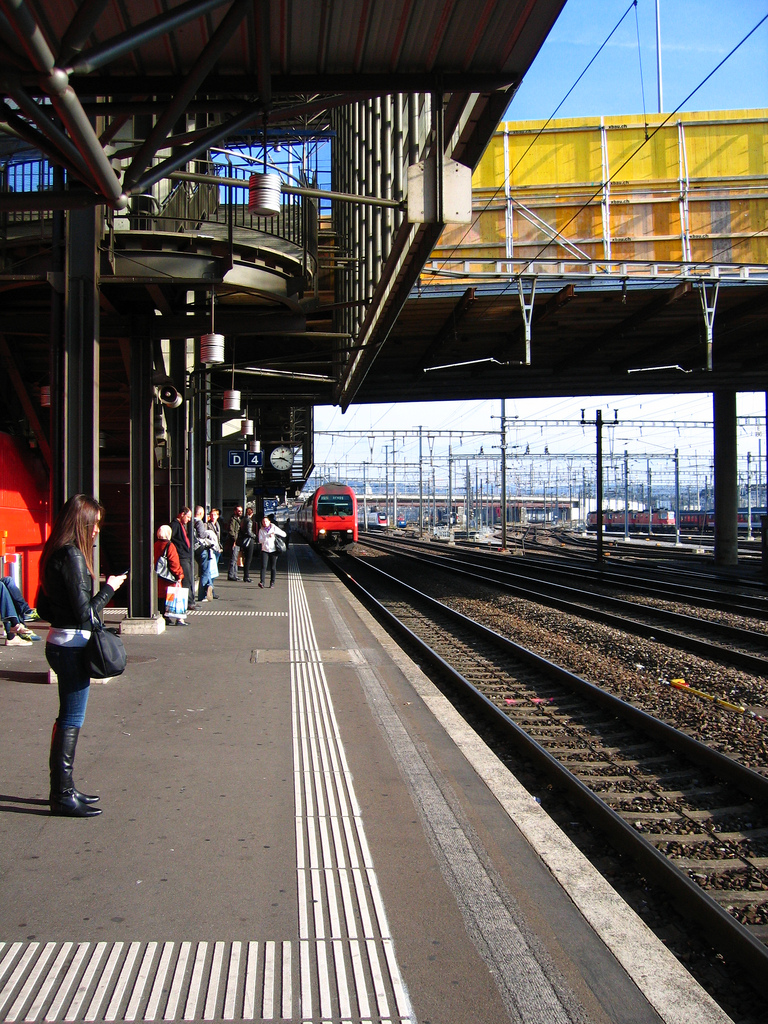
저층 승강장과 다리
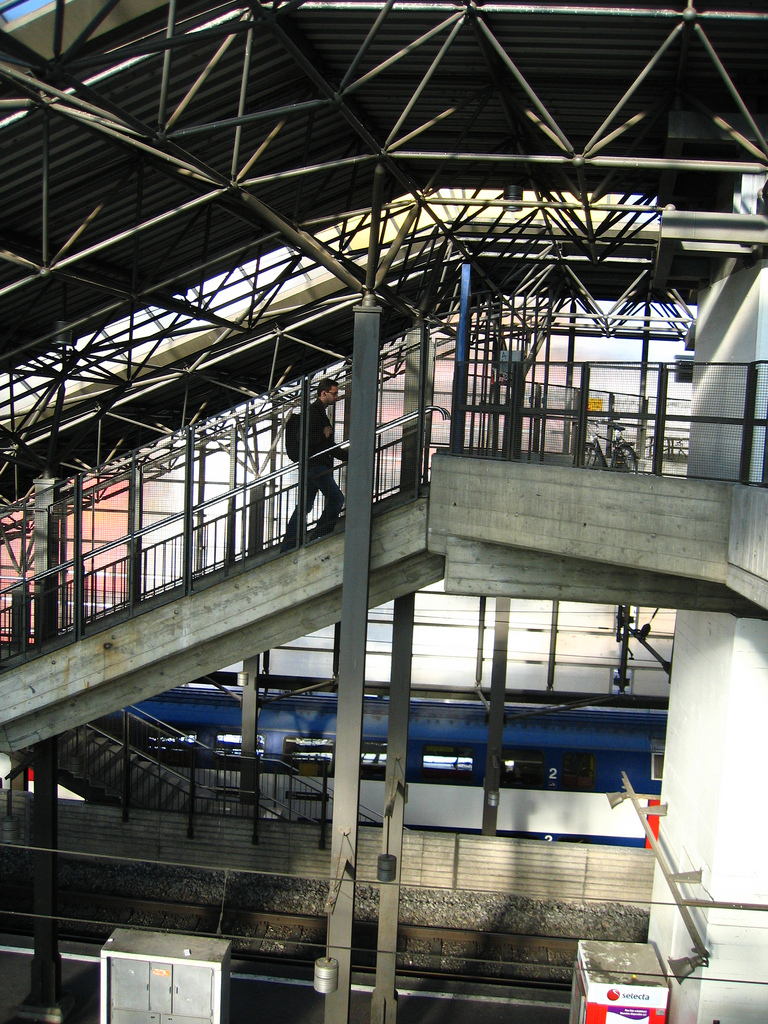
계단과 부분별로 높이가 다르게 되어 있는 승강장